# Darrell Hill
Darrell Hill (Darby, 17 agosto 1993) è un pesista statunitense.
Nel 2017 è riuscito ad aggiudicarsi la Diamond League nella specialità del getto del peso.

## Palmarès
| Anno | Manifestazione      | Sede           | Evento         | Risultato | Prestazione | Note                          |
| ---- | ------------------- | -------------- | -------------- | --------- | ----------- | ----------------------------- |
| 2015 | Campionati NACAC    | San José       | Getto del peso | Argento   | 19,67 m     |                               |
| 2015 | Giochi panamericani | Toronto        | Getto del peso | 4º        | 20,10 m     |                               |
| 2016 | Giochi olimpici     | Rio de Janeiro | Getto del peso | 23º (q)   | 19,56 m     |                               |
| 2017 | Mondiali            | Londra         | Getto del peso | 11º       | 20,79 m     |                               |
| 2018 | Mondiali indoor     | Birmingham     | Getto del peso | 6º        | 21,06 m     | Miglior prestazione personale |
| 2018 | Campionati NACAC    | Toronto        | Getto del peso | Oro       | 21,68 m     | Record dei campionati         |
| 2019 | Mondiali            | Doha           | Getto del peso | 5º        | 21,65 m     |                               |

## Altre competizioni internazionali
2017
- Vincitore della Diamond League nella specialità del getto del peso